# Gil Roberts
Gil Roberts (Oklahoma City, Estados Unidos, 15 de marzo de 1989) es un atleta estadounidense, especialista en pruebas de velocidad, campeón olímpico en Río 2016 y subcampeón mundial en 2017 en relevo 4 x 400 metros.

## Carrera deportiva
En los JJ. OO. de Río 2016 gana el oro en relevo 4 × 400 m, quedando situados en el podio por delante los jamaicanos (plata) y bahamenses (bronce), siendo sus compañeros de equipo: Arman Hall, Tony McQuay, LaShawn Merritt, Kyle Clemons y David Verburg.
Al año siguiente, en el Mundial de Londres 2017 gana la medalla de plata en relevo 4 × 400 m, por detrás del equipo trinitense y por delante del británico, siendo sus compañeros de equipo: Wilbert London, Michael Cherry y Fred Kerley.